# Chocomyšl
Chocomyšl je obec v okrese Domažlice v Plzeňském kraji. Žije v ní 113 obyvatel.

## Historie
První písemná zmínka o obci pochází z roku 1365.

## Přírodní poměry
Chocomyšl leží v údolí říčky Merklínka, která v jižní části obce vtéká do Chocomyšlského rybníka. Severně od obce se zvedá Radlice (603 metrů), na jihu vrch Na Kamejkách (615 metrů). Obcí prochází silnice II/185 mezi městysem Koloveč a městem Klatovy.

## Obyvatelstvo
| Rok            | 1869 | 1880 | 1890 | 1900 | 1910 | 1921 | 1930 | 1950 | 1961 | 1970 | 1980 | 1991 | 2001 | 2011 | 2021 |
| -------------- | ---- | ---- | ---- | ---- | ---- | ---- | ---- | ---- | ---- | ---- | ---- | ---- | ---- | ---- | ---- |
| Počet obyvatel | 237  | 244  | 250  | 223  | 239  | 230  | 207  | 156  | 162  | 146  | 180  | 182  | 166  | 112  | 113  |
| Počet domů     | 37   | 37   | 37   | 37   | 38   | 39   | 41   | 41   | 38   | 38   | 46   | 54   | 58   | 50   | 51   |

## Obecní správa
Mezi lety 1850–1980 byla Chocomyšl obcí v okrese Klatovy (1850–1950) a později v okrese Domažlice. Od 1. dubna 1980 do 23. listopadu 1990 patřila jako část městyse ke Kolovči a od 24. listopadu 1990 je opět samostatnou obcí. V letech 1850–1948 k obci patřily Kaničky.

### Obecní symboly
Znak a vlajka byly obci uděleny rozhodnutím předsedy Poslanecké sněmovny Parlamentu České republiky dne 9. prosince 2015.

## Pamětihodnosti
- Socha svatého Jana Nepomuckého na návsi
- Zámek Chocomyšl (bez památkové ochrany)

## Galerie

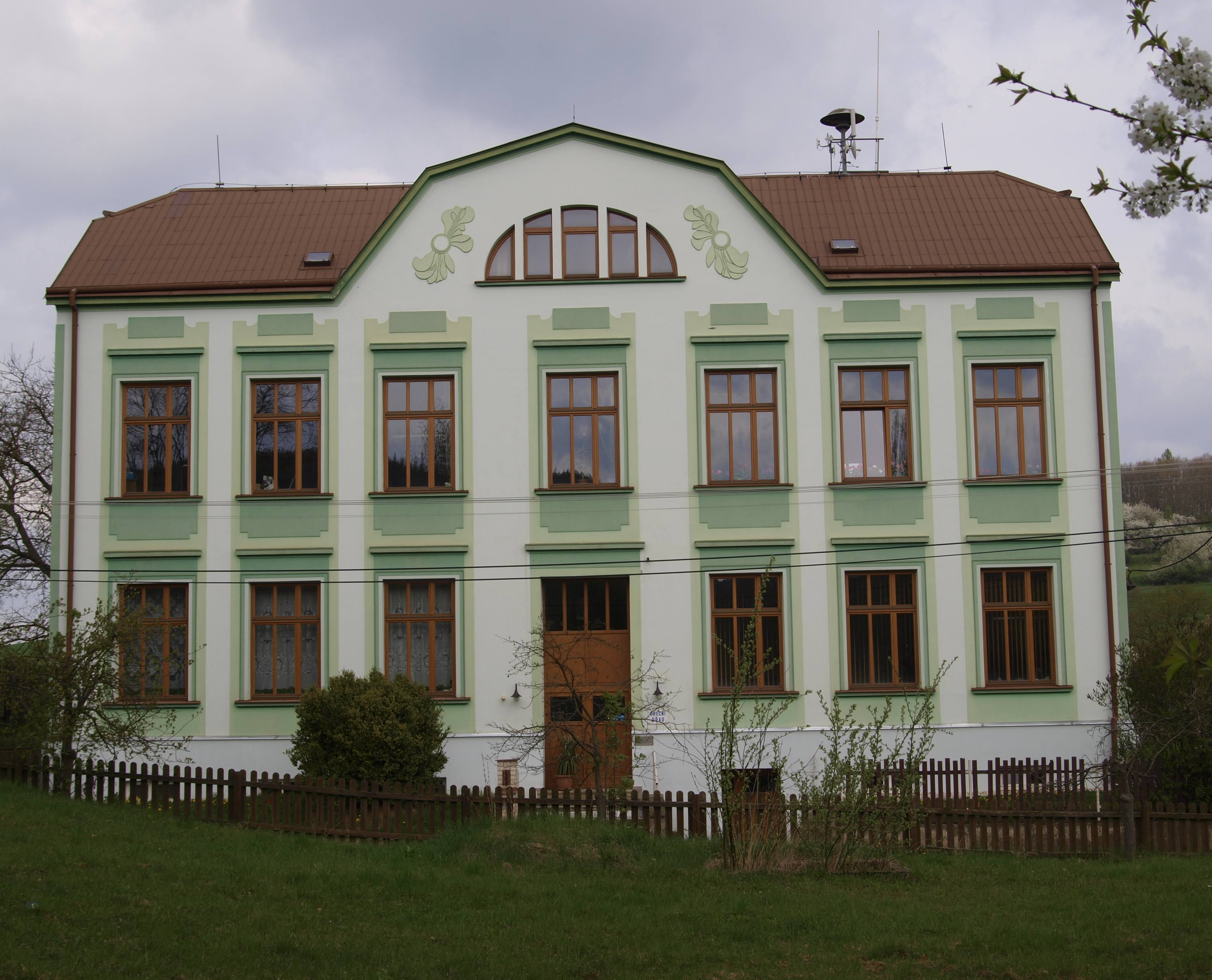
Obecní úřad
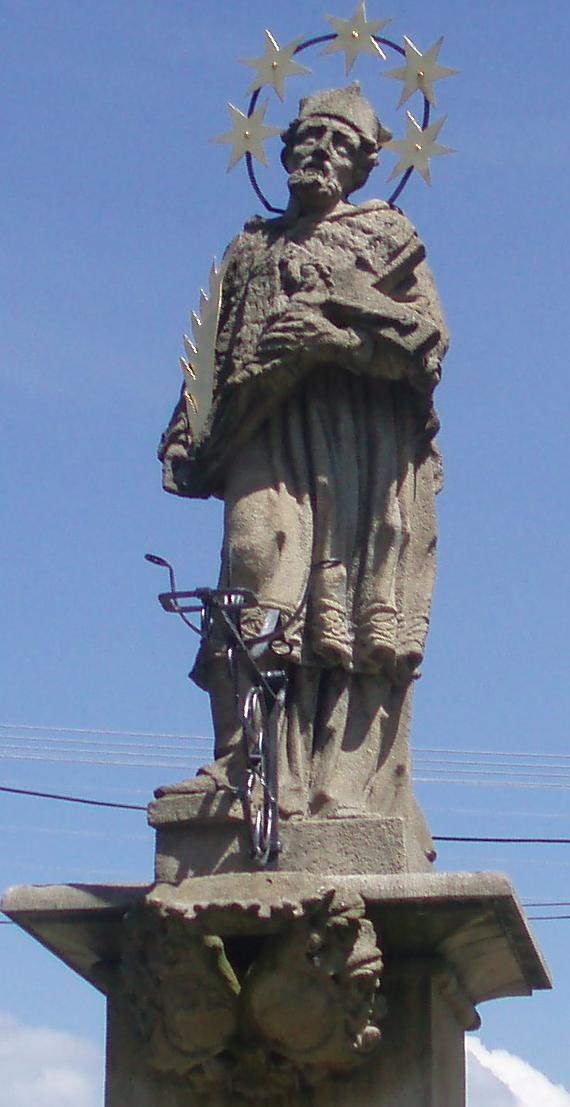
Socha svatého Jana Nepomuckého na návsi
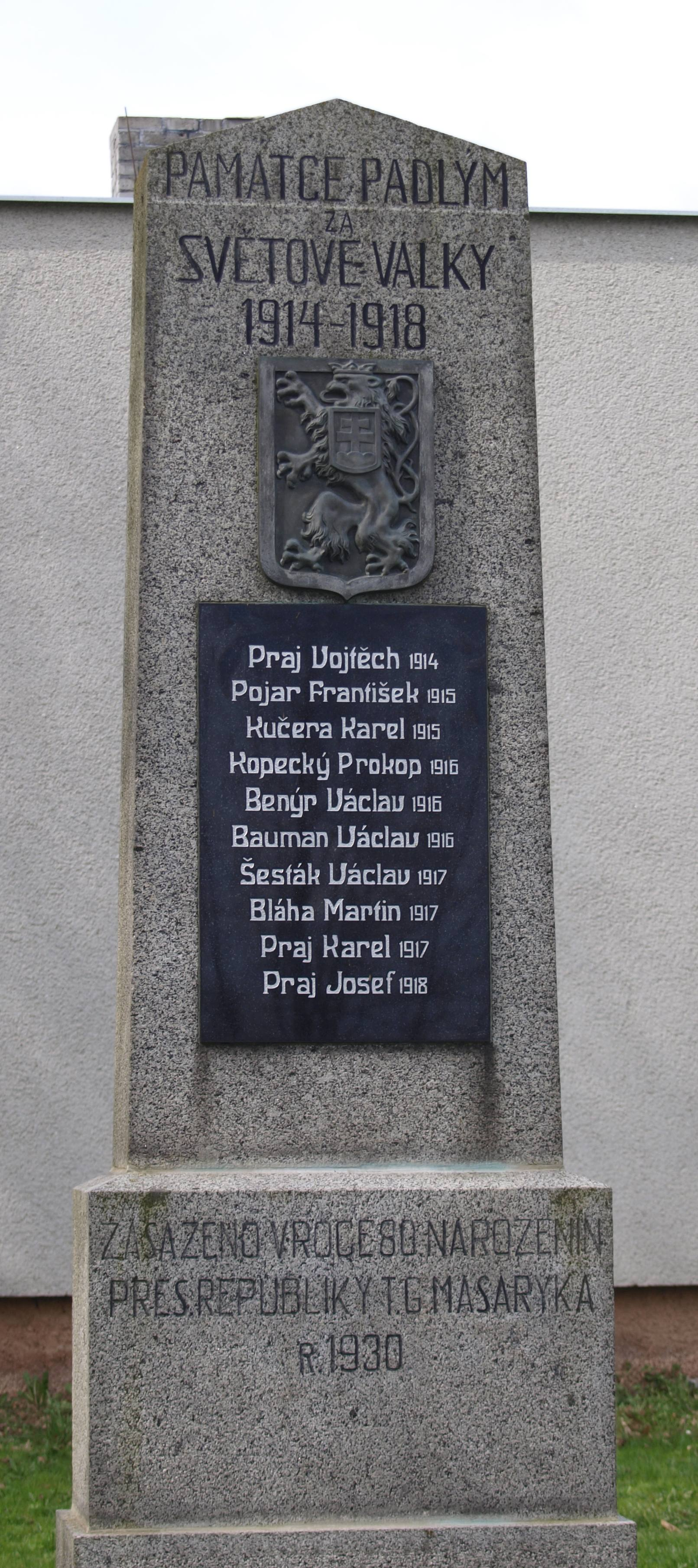
Pomník obětem první světové války
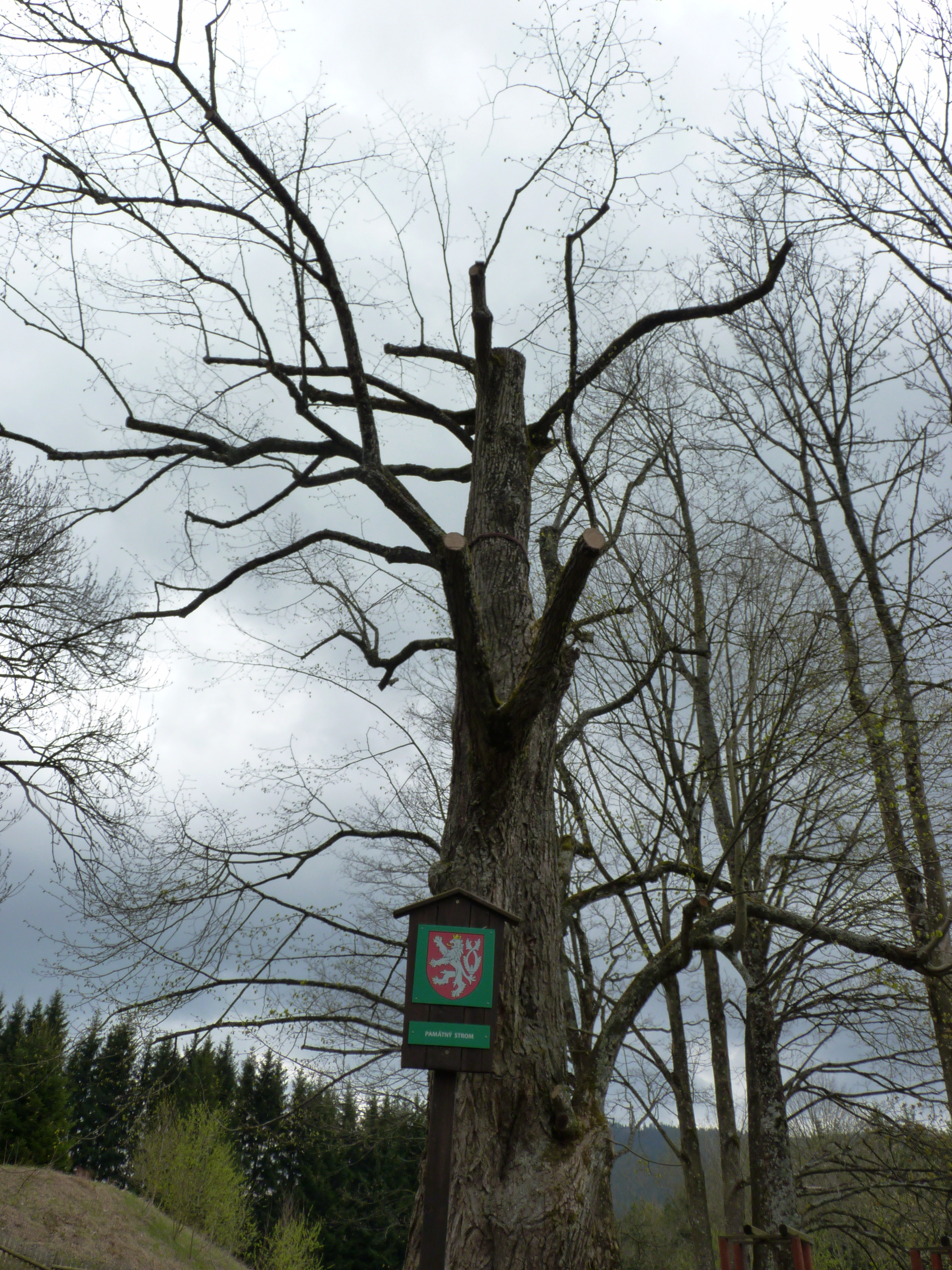
Brčálnická lípa